# Agressions sexuelles du Nouvel An 2016 en Allemagne
Durant les célébrations du Nouvel An le 31 décembre 2015, une vague d’agressions sexuelles collectives, de vols, de braquages et au moins deux cas de viol — tous dirigés contre des femmes — est rapportée à travers l’Allemagne, principalement à Cologne, mais aussi en Finlande, en Suède, en Suisse et en Autriche. En Allemagne, outre Cologne, onze villes sont touchées : Hambourg, Stuttgart, Bielefeld et Düsseldorf principalement. 12 des 16 Länder ont été touchés dans un bilan revu à la hausse le 24 janvier 2016.
Le nombre d’agresseurs est d’abord estimé à 1 500 rien que pour Cologne. Les agressions sont coordonnées et commises par des groupes de 2 à 40 hommes, décrits comme nord-africains ou arabes. Les suspects sont principalement des demandeurs d’asile et des immigrés en situation illégale. Le nombre de plaintes à Cologne ne cesse de croître du 4 au 21 janvier 2016, passant de 30 le lundi 4 janvier à 1 088 le 17 février concernant plus de 1 049 victimes,,,,.
Le silence de la police et des médias, le laxisme policier, les déclarations de la maire de Cologne incriminant les femmes allemandes et le retard pris par les médias, surtout l’audiovisuel public (ARD, ZDF et autres), pour rapporter les faits sont vivement critiqués dans les jours qui suivent.
Puis, six semaines après les faits, la police allemande fait un point sur l’enquête. À Cologne, sur les 1 088 plaintes déposées, 470 concernent des agressions sexuelles et 618 des vols, coups ou blessures.

## À Cologne

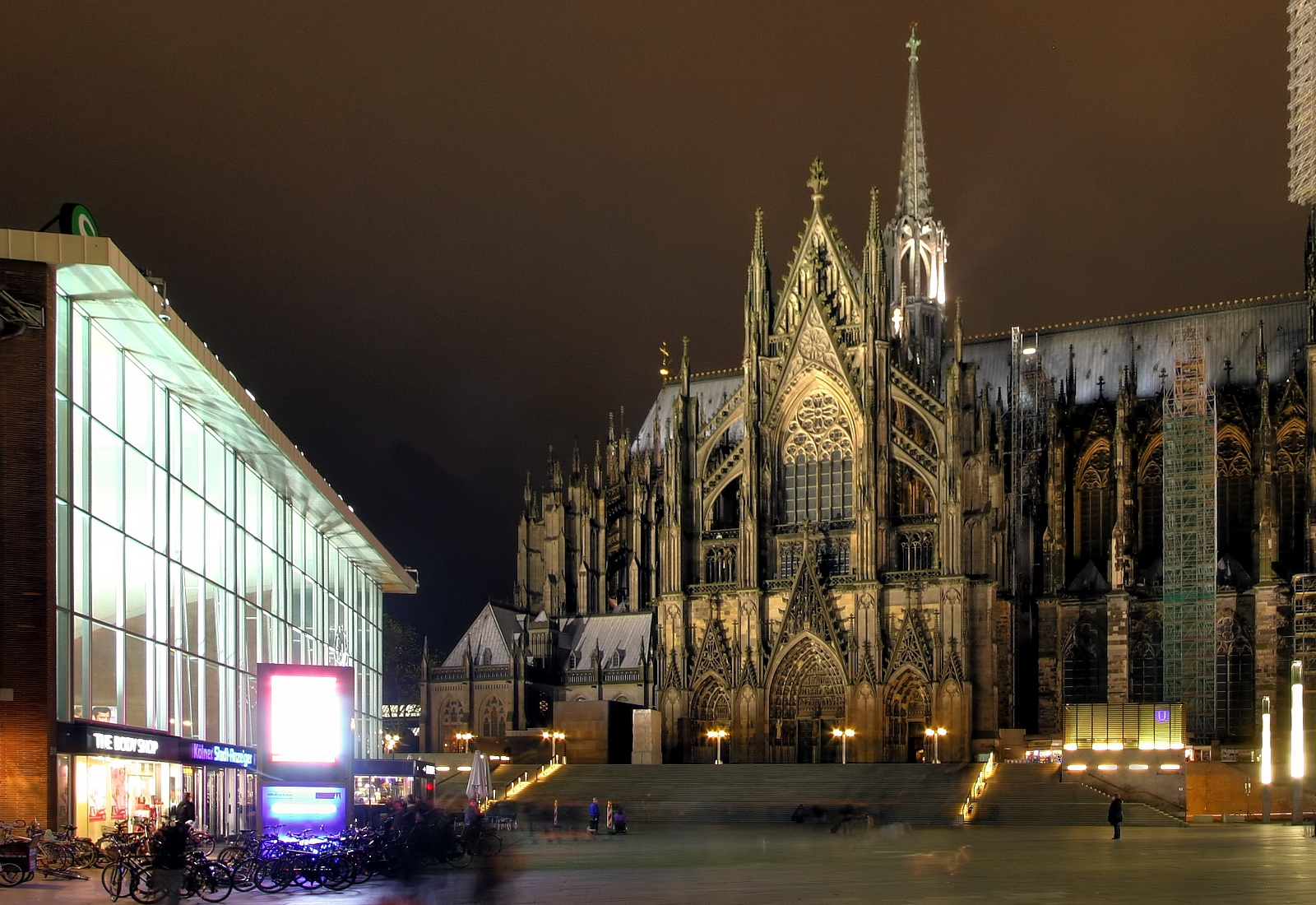
Place publique entre la gare centrale et la cathédrale de Cologne.

### Identité des criminels
Les agresseurs sont décrits comme « fortement alcoolisés » et leur nombre est d’abord estimé à 1 000 individus,, puis à 1 500. Cependant, des rapports subséquents de la Deutsche Presse-Agentur indiquent que ce nombre représente plutôt la quantité d’hommes présents le 31 décembre 2015 à la gare centrale de Cologne, et non le nombre d’agresseurs.
Selon les victimes et le chef de la police de Cologne, Wolfgang Albers, forcé de prendre sa retraite le 8 janvier 2016, les hommes responsables des agressions sont d’« apparence arabe ou nord-africaine », âgés entre 15 et 35 ans, et ne parlent pas l’allemand,,,.
La police évoque dans son rapport d’enquête des délinquants nord-africains :
« Depuis 2011, les coupables de délits venus de pays d’Afrique du Nord, en particulier le Maroc, l’Algérie et la Tunisie, représentent une part considérable des vols à la tire à Cologne. Ce groupe est enclin à la violence et utilise fréquemment des armes, comme des couteaux ou des gaz lacrymogènes ». Au soir du 21 janvier 2016, les 30 suspects identifiés sont tous nord-africains.
À la mi-février, de nombreux médias rapportent les chiffres donnés par le procureur de Cologne concernant l’identité des agresseurs : sur 58 agresseurs identifiés, 55 ne seraient pas des réfugiés, mais principalement des personnes originaires d’Afrique du Nord n’étant pas arrivées en Allemagne récemment et trois Allemands. Le procureur de Cologne apporte dans les heures qui suivent un démenti, affirmant que ses propos ont été déformés : « L’immense majorité des suspects identifiés rentrent dans la catégorie générale de "réfugiés". Les récentes informations rapportant que seuls trois des suspects étaient des réfugiés sont un non-sens total. Ils ont divers statuts légaux, parmi lesquels "immigrés clandestins", "personnes en recherche d’asile" et "demandeurs d’asile". Cela recouvre l’immense majorité des suspects.»,.
L’enquête avançant, la police fédérale allemande identifie 73 suspects, dont 18 ont le statut de demandeur d’asile, les autres étant en situation illégale. Ce groupe comprend 30 Marocains, 27 Algériens, 3 Tunisiens, 1 Libyen, 1 Iranien, 4 Irakiens, 3 Syriens et 3 Allemands. Seuls 12 de ces suspects sont soupçonnés d’agressions sexuelles.
Le 5 avril 2016, selon un rapport publié par les autorités locales, sur les 153 personnes suspectées d’avoir commis des agressions notamment à caractère sexuel lors du Nouvel An 2016, 103 sont de nationalité marocaine ou algérienne. 68 d’entre eux disposent du statut de demandeur d’asile et 18 sont en situation illégale en Allemagne.

### Méthodologie des criminels

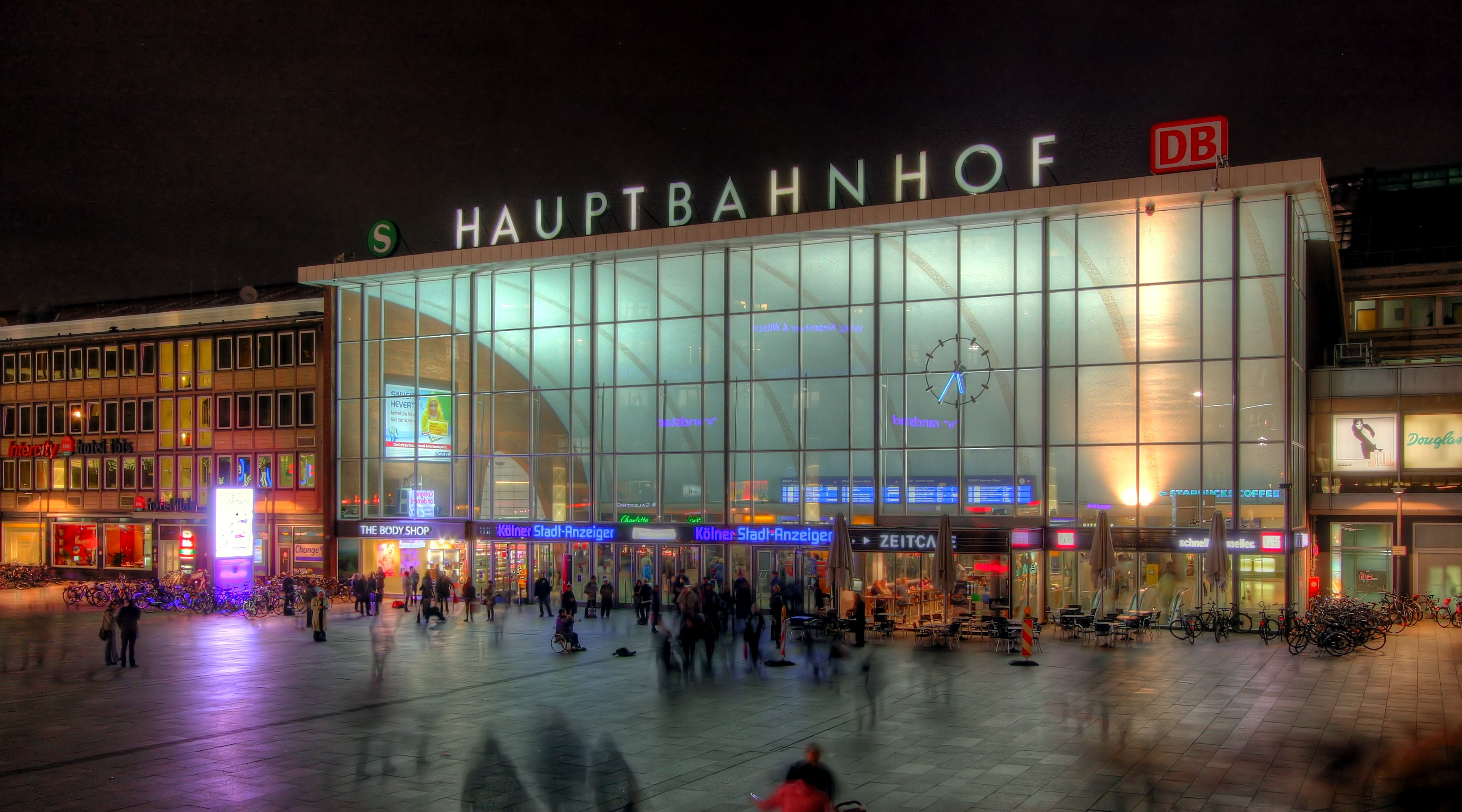
Parvis de la gare centrale de Cologne, la nuit.

Les agressions sont coordonnées, les assaillants arrivant en larges groupes. Un groupe d’environ 500 personnes lance des pétards en direction de la foule réunie sur la place publique et tire profit de la confusion ainsi créée pour commettre des vols, des braquages et des agressions sexuelles.
Des hommes encerclent de près les femmes en groupes de 30 ou 40, selon des témoins, isolant ainsi les victimes de leurs amis. Selon un rapport d’incident de la police de Cologne rédigé le 2 janvier 2016, les suspects utilisent principalement des agressions à caractère sexuel comme moyen de diversion afin de s’emparer de certains biens personnels de leurs victimes, comme des téléphones portables ou des porte-monnaie. Le rapport indique aussi que les groupes d’assaillants étaient formés de 2 à 20 personnes.
Au 6 janvier 2016, 106 femmes, parmi elles une policière, avaient porté plainte à la police au sujet d’événements, incluant deux viols, survenus sur la place publique située entre la gare centrale et la cathédrale de Cologne, dans la gare ou aux abords de celle-ci,,. Des policiers de Cologne indiquent au journal Die Welt que, contrairement aux premières déclarations officielles, la plupart des agresseurs étaient des demandeurs d’asile récemment arrivés, et que leur but n’était pas principalement de voler les passantes mais de les encercler pour leur amusement sexuel.
Le 12 janvier, le nombre de plaintes à Cologne s’élève à 561 pour 653 infractions. Le 20 janvier, le nombre de plaintes s’élève à 809 dont 521 se rapportant directement à des cas d’agressions sexuelles.
Deux immigrés clandestins nord-africains ont été arrêtés en possession de papiers sur lesquels étaient inscrites des formules obscènes et des menaces de mort en arabe et en allemand telles que « Je veux t’embrasser », « Tu as de gros seins », « Je vais te tuer » ou « Je vais te baiser ». Les deux hommes avaient également enregistré des vidéos d’agressions sur leurs téléphones portables. Depuis des mois, Cologne vivait une hausse de la criminalité contre les femmes, celles-ci refusant d’aller dans certains commerces et rues à cause du harcèlement et des persécutions qu’elles y subissaient,.
Début décembre 2016, la police de Cologne recensait 1 200 plaintes, dont 513 pour agression sexuelle (insultes à caractère sexuel, harcèlement, attouchement, tentative de viol et viol). Ceci a conduit à l’ouverture de 820 poursuites judiciaires contre X, dont 372 pour agression sexuelle. À ce jour, la police a identifié 333 suspects, dont 84 pour des motifs sexuels. Mais seulement deux individus, un Irakien de 21 ans et un Algérien de 26 ans, ont été reconnus par leurs victimes, qui les avaient aussi photographiés. Ils ont été tous les deux condamnés le 7 juillet 2016 à un an de prison avec sursis pour harcèlement sexuel.

## Crimes similaires ailleurs en Allemagne et en Europe le même jour

### En Allemagne
Des événements similaires ont lieu à Hambourg — en particulier sur l’avenue Reeperbahn, St. Pauli —, où 133 femmes déclarent avoir été agressées sexuellement et 40 délestées de leurs biens,,,. D’autres attaques sont signalées à Bielefeld, Düsseldorf, Nuremberg et Stuttgart,,,. À Weil am Rhein, 2 filles de 14 et 15 ans ont été violées collectivement à plusieurs reprises la nuit du Nouvel An. À Nuremberg, 2 filles de 18 et 19 ans ont été encerclées par 20 hommes et agressées sexuellement. À Ansbach 5 femmes entre 16 et 19 ans ont été agressées sexuellement. Au total ce sont 12 villes allemandes qui ont reçu des plaintes pour agression sexuelle le soir du Nouvel An.
Rapporté par des médias, la police allemande a revu à la hausse l’étendue des agressions révélant que ces crimes ont été commis dans douze des seize Länder que compte l’Allemagne. Ainsi si le Land de Rhénanie-du-Nord-Westphalie (Cologne, Düsseldorf et Bielefeld) a été le plus touché avec 1 076 plaintes déposées (dont 384 pour délits sexuels), des agressions similaires ont été enregistrées en Hesse (centre, 31), en Bavière (sud-ouest, 27), dans le Bade-Wurtemberg (25), à Brême (nord, 11) et Berlin (est, six). Un cas d’agression a été recensé en Basse-Saxe (nord-ouest), dans le Brandebourg, en Saxe (est), en Rhénanie-Palatinat et en Sarre (ouest).
En juillet 2016, un rapport de police relayé par le Süddeutsche Zeitung avance des chiffres actualisés : ce sont désormais 1 200 femmes qui ont été agressées par 2 000 hommes,.
En novembre 2016, les trois derniers suspects de la nuit de la Saint-Sylvestre à Hambourg ont été acquittés. La juge Anne Meier-Göring a porté de graves accusations contre l’enquête menée par la police et le ministère public pour avoir maintenu les trois hommes en détention pendant près de six mois durant le temps de l’enquête. À Hambourg, un seul accusé fut reconnu coupable de délit de nature sexuelle et condamné.

### Dans d’autres pays d’Europe
Des attaques similaires, survenues elles aussi le soir de la Saint-Sylvestre, ont été rapportées ailleurs en Europe, notamment en Autriche, en Finlande, en Suède et en Suisse.

#### En Finlande
En Finlande, le Bureau national des enquêtes nie initialement que des agressions similaires à celles de Cologne se soient produites à Helsinki. Plus tard, les services de police de la capitale reconnaissent avoir reçu des informations concernant trois cas de harcèlement sexuel, soulignant au passage que de telles agressions constituent un « phénomène complètement nouveau » pour le pays. Le bilan, au fil des jours, ne cesse d’être revu à la hausse, faisant état, pour la seule ville d’Helsinki, d’un cas de viol, de deux tentatives de viol et d’une douzaine d’agressions sexuelles. Le 19 janvier 2016, la police finlandaise annonce ouvrir une enquête sur des viols de masse commis sur de jeunes femmes par des groupes de migrants.

#### En Suède
En Suède, la police révèle avoir dissimulé 36 plaintes pour agression sexuelle, toutes ayant eu pour cadre les éditions 2014 et 2015 du festival de musique « We Are Sthlm », un événement gratuit organisé par la ville de Stockholm au sein de ses espaces publics et s'adressant en premier lieu à un public adolescent. À l’époque, une centaine de personnes, pour la plupart étrangères, avaient été interpellées et deux cents autres bannies du périmètre, sans que la police ni même les médias en fassent mention — jusqu'à ce que les événements de Cologne ne les incite à sortir du silence. Peter Ågren, chef de la police du quartier de Södermalm, à Stockholm, avouera même avoir refusé toute évocation de l'affaire « par crainte de faire le jeu des démocrates de Suède ».
D’autres villes de Suède (Malmö, Helsingborg, Kalmar et Karlstad) rapportent des événements similaires le jour du Nouvel An,,,.

#### En Suisse
À Zurich, plusieurs femmes été victimes d'agression, de vol, voire d'agression sexuelle par des groupes d’hommes d’origine étrangère, selon le même mode opératoire qu’à Cologne.

#### En Autriche
À Salzbourg, on recense plusieurs agressions sexuelles accompagnées de vols, pour un total de huit plaintes déposées. À Innsbruck, c'est un couple qui est pris pour cible par un groupe de migrants,. Les agresseurs, parvenus à isoler l'homme, en profitent pour emmener sa compagne à l'écart, avant de la violer. Dans le Haut-Tyrol, une adolescente de 16 ans est agressée sexuellement, et à Vienne deux femmes sont victimes de vol et d'agression, également par des migrants.
En août 2016, la police de Vienne arrête neuf hommes, tous soupçonnés d’avoir participé au viol d'une Allemande de 28 ans lors du Nouvel An. Bien que les mis en cause, des demandeurs d’asile irakiens, aient été identifiés grâce à des images de vidéosurveillance et à leur empreinte ADN, ils nient toute implication. La victime aurait été violée successivement par plusieurs d'entre eux,.

## Crimes similaires en Allemagne

### 2016
Au festival du quartier de Kreuzberg à Berlin, lors du week-end de Pentecôte, huit agressions sexuelles ont été signalées.
Le carnaval de Cologne, qui se déroule sur cinq jours en février 2016, est également le théâtre d’agressions sexuelles.
Le 28 mai, lors du festival de musique à Darmstadt, dix-huit femmes affirment avoir été victimes d’agressions sexuelles. Trois demandeurs d’asile pakistanais sont arrêtés.

### 2017
La police de Cologne déclare avoir empêché dans la nuit du Nouvel An une vague d’agressions sexuelles comparable celle de l’année précédente. 650 hommes ont été contrôlés, majoritairement originaires d’Afrique du Nord, 92 personnes ont été interpellées.
À Francfort, la police a fait état de plaintes dans un premier temps mais, après investigation, a conclu que les accusations étaient infondées. Dans ce contexte, le célèbre tabloïd allemand Bild s’est excusé d’avoir relaté de fausses agressions sexuelles et a admis avoir publié une fausse information.

## Traitement de l’information par les médias et les autorités policières

### Silence des médias et des autorités policières
Pendant plusieurs jours, les agressions sexuelles ne sont pas mentionnées dans les principaux médias allemands. Ceux-ci subissent ensuite un feu de critiques ; les médias et les autorités policières sont accusés d’avoir ignoré ou tenté de camoufler les événements, de peur qu’ils n’entraînent des critiques sur la politique du gouvernement allemand dans la crise migratoire,,. La chaîne de télévision ZDF, vivement critiquée pour son retard à mentionner l’information, présente ses excuses le 5 janvier admettant une « erreur manifeste d’appréciation ». Les attaques ne sont évoquées par les grands titres de presse français qu’à partir du 6 janvier.
Enquêtant sur les retards d’information de la part des autorités policières à Cologne, les médias révèlent que les communiqués de la direction de la police étaient en contradiction avec les rapports des policiers sur place. Le journal Bild, dans un entretien avec un haut fonctionnaire de police, dévoile que les autorités policières ont reçu des instructions strictes de leur direction de ne pas signaler aux journalistes les infractions commises par les réfugiés. Ces aveux renforcent le mécontentement de la population allemande quant à la couverture médiatique jugée complaisante de la crise des migrants,.
Ces accusations de complaisance des médias envers les positions du gouvernement allemand dans la crise migratoire et l’accueil de réfugiés avaient déjà été formulées dans le passé.
Le sociologue conservateur et critique du multiculturalisme Mathieu Bock-Côté analyse ce silence volontaire des médias comme « une preuve de plus de la tendance du complexe médiatico-politique à filtrer les mauvaises nouvelles idéologiques qui peuvent, d’une manière ou d’une autre, compromettre la légende du vivre-ensemble diversitaire. ».
Le journaliste Brice Couturier voit dans la volonté de dissimuler les événements de Cologne un danger pour la démocratie et ce qui fonde le contrat social. « Mais lorsqu’un État, au nom d’une idéologie qu’il sait impopulaire, le multiculturalisme, renonce de fait à assurer et à garantir la libre circulation des femmes dans l’espace public, et tente de les dissuader de porter plainte, alors le contrat est menacé. ».

### Interrogation de la société civile
Des médias allemands considèrent que l’autocensure des médias allemands sur les premiers cas de violences sexuelles ont conduit à une impasse et conduit à l’effet inverse de celui recherché car cela empire les réactions racistes. Ces médias préféreraient que l’Allemagne s’inspire de la Norvège qui forme les nouveaux arrivants sur l’importance de la liberté des femmes dans les pays d’Europe et leur apprend les comportements appropriés à leur égard.

## Enquête

### Arrestations et critiques de la police
À Cologne, la police avait déployé 143 agents locaux et 70 policiers fédéraux pour ramener l’ordre le 31 décembre 2015 ; toutefois, en raison de l’obscurité et du nombre d’individus impliqués dans les événements, le chef de la police de ce temps-là, Wolfgang Albers, a admis que les efforts des autorités n’avaient pas été efficaces.
Huit suspects, tous des demandeurs d’asile, sont détenus à Cologne. Cinq hommes âgés de 18 à 24 ans sont arrêtés, mais les policiers ont déterminé qu’ils sont impliqués dans des délits différents, non liés. Au 6 janvier, six jours après les événements, aucune arrestation n’est effectuée relativement aux agressions sexuelles ou aux vols. Le 1er janvier 2016, seulement 9 enquêteurs sont assignés à ce dossier, un nombre qui atteint 80 le 6 janvier, après la couverture locale et internationale donnée aux déclarations des victimes.
La police de Cologne est critiquée pour sa façon de gérer la situation, après qu’elle a initialement décrit les événements de la nuit du 31 décembre au 1er janvier comme « détendus ». Une victime de voies de fait et de vol indique avoir été incitée à « se plaindre ailleurs » par les policiers à qui elle a déclaré les faits. Le ministre allemand de l’Intérieur, Thomas de Maizière, critique quant à lui la police de Rhénanie-du-Nord-Westphalie pour avoir qualifié les célébrations de « pacifiques ». Le chef de la police de Cologne, Wolfgang Albers, repousse les critiques en arguant que les agressions avaient « un aspect criminel entièrement nouveau ». La police de Düsseldorf s’inquiète de ce que les agressions soient liées à un gang connu composé de quelque 2 000 Nord-Africains,.
La volonté de dissimuler les événements par les services du ministère de l’Intérieur est encore confirmée dans les mois qui suivent. Ainsi, devant le Comité d’enquête du Parlement, un membre de la police de Cologne a confirmé qu’il avait reçu des appels du centre national de contrôle à Duisburg, service dépendant du ministère de l’Intérieur, lui demandant de supprimer le mot « viol » d’un rapport interne.

### Hypothèse d’une action préparée
Heiko Maas, le ministre de la Justice allemand envisage une préméditation et une coordination : « Quand une telle horde se rassemble pour enfreindre la loi, cela paraît, sous une forme ou une autre, planifié. Personne ne me fera croire que cela n'a pas été coordonné ou préparé ». « On commence à soupçonner derrière les agressions très organisées que des femmes ont subies dans plusieurs villes d’Allemagne à la Saint-Sylvestre une nouvelle stratégie de déstabilisation du terrorisme islamiste ».
D’autres, au contraire, doutent fortement du caractère organisé de ces attaques. Ainsi Matthias Beermann, correspondant en chef du Rheinische Post, remarque que pour l’instant aucune preuve n’a pu être établie en ce sens et que rien dans l’enquête ne vient appuyer l’hypothèse du ministre de la Justice Heiko Maas.

## Réactions

### Réactions féminines
Le 5 janvier 2016, un groupe de 200 à 300 femmes manifeste devant la cathédrale de Cologne, exigeant le respect pour les femmes et demandant que la chancelière Angela Merkel réagisse,. Alice Schwarzer, « la plus connue des féministes allemandes », a estimé que ce qui était arrivé le 31 décembre à la gare de Cologne était du même ordre que les agressions sexuelles qui se sont produites place Tahrir au Caire, de 2012 à 2014.
Angela Spizig, adjointe (Verts) au maire de Cologne pendant quatorze ans, s’est désolée : « J’ai célébré Cologne comme une ville de deux mille ans de migrations, d’intégration réussie et de femmes fortes. J’ai eu l’impression que tout ce qui fait cette ville et qui a été construit ces dernières années a été ruiné en une nuit. ».
Elisabeth Badinter, en revanche, dénonce le silence des féministes françaises qui, ne voulant pas « alimenter le racisme », tombent, selon elle, dans le déni.
La philosophe et sociologue algérienne Marieme Helie Lucas, par ailleurs fondatrice et coordinatrice de deux réseaux féministes internationaux, dénonce des agressions préparées, non pas avec des structures hiérarchiques mais des réseaux fluides et informels avec quelques meneurs et une masse de jeunes marginaux qui auraient été incités à « bien s'amuser » avec des Européennes jugées de « mœurs décadentes ». Elle vise à cet effet « l'extrême droite religieuse musulmane » qui défend des vues patriarcales.

### Déclaration de la bourgmestre de Cologne

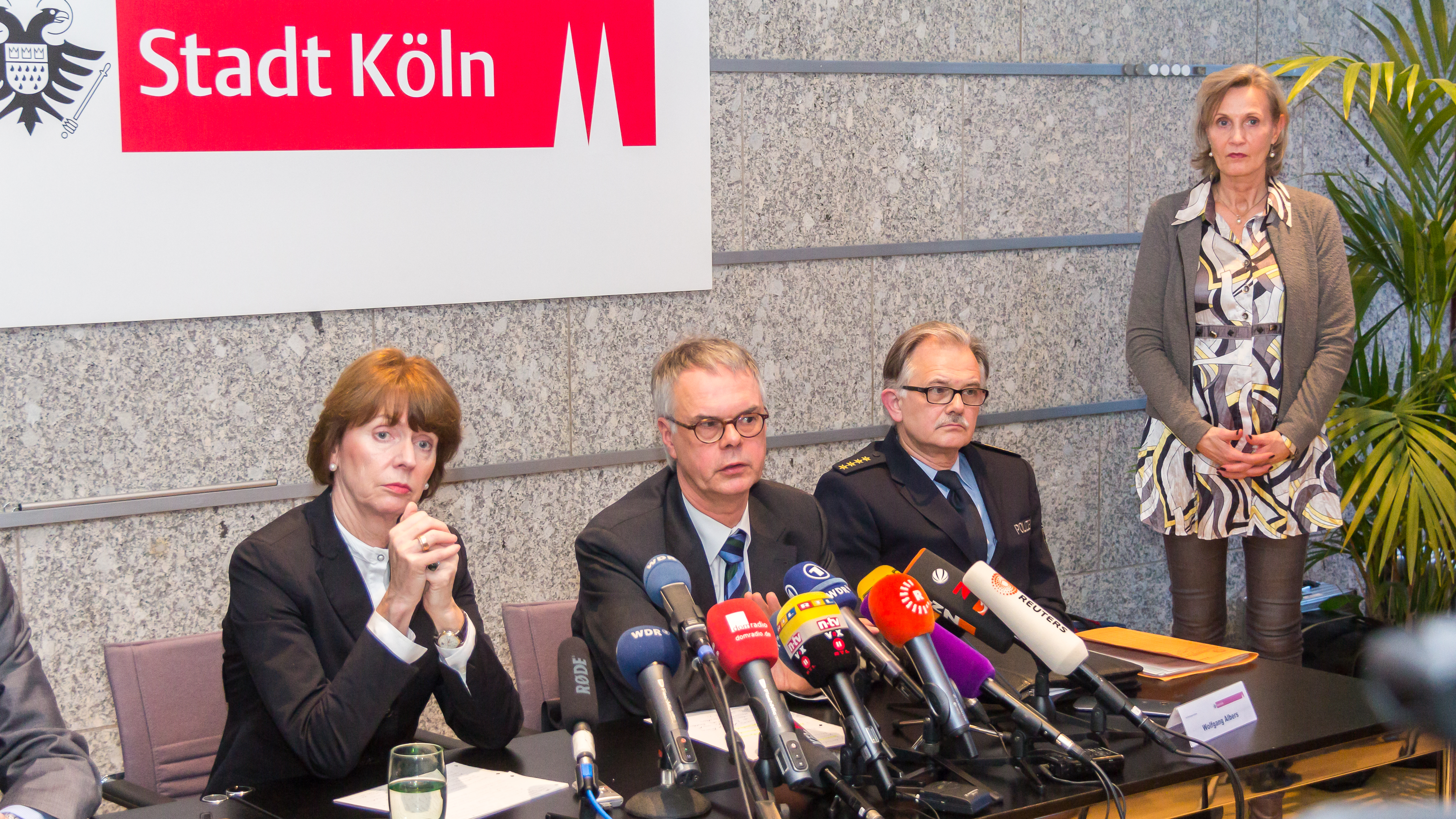
La bourmestre de Cologne, Henriette Reker, réagit en conférence de presse le 5 janvier 2016

La bourgmestre de Cologne, Henriette Reker, est sévèrement critiquée pour sa réaction aux allégations de viol et d’agressions sexuelles collectives. En conférence de presse, elle évoque un prétendu « code de conduite » et suggère aux femmes de se tenir à distance des gens qu’on ne connaît pas. Elle demande à celles-ci de se garder « eine Armlänge », littéralement « à un bras de distance »,. Ce commentaire suscite l’indignation publique et Reker est accusée de blâmer les victimes. Sur Twitter, le hashtag #einearmlänge devient un des sujets de conversation principaux des Allemands dans la soirée du 5 janvier. Henriette Reker convoque une rencontre d’urgence avec les policiers à la suite des incidents, et déclare publiquement qu’il est « inapproprié » de lier les agressions sexuelles collectives à l’arrivée récente de réfugiés en Allemagne.

### Déclaration du Land
Le ministre de l’Intérieur de Rhénanie-du-Nord-Westphalie, Ralf Jäger, déclare : « Nous n’accepterons pas que des groupes d’hommes nord-africains se rassemblent dans le but spécifique d’avilir des femmes et de les agresser sexuellement. »
L’association des enseignants de Saxe-Anhalt rappelle le harcèlement sexuel dont sont victimes les élèves allemandes depuis l’arrivée des migrants à l’été 2015 et appelle les filles (surtout les mineures, même de 12 ans) notamment à faire attention aux migrants.

### Déclaration du gouvernement allemand

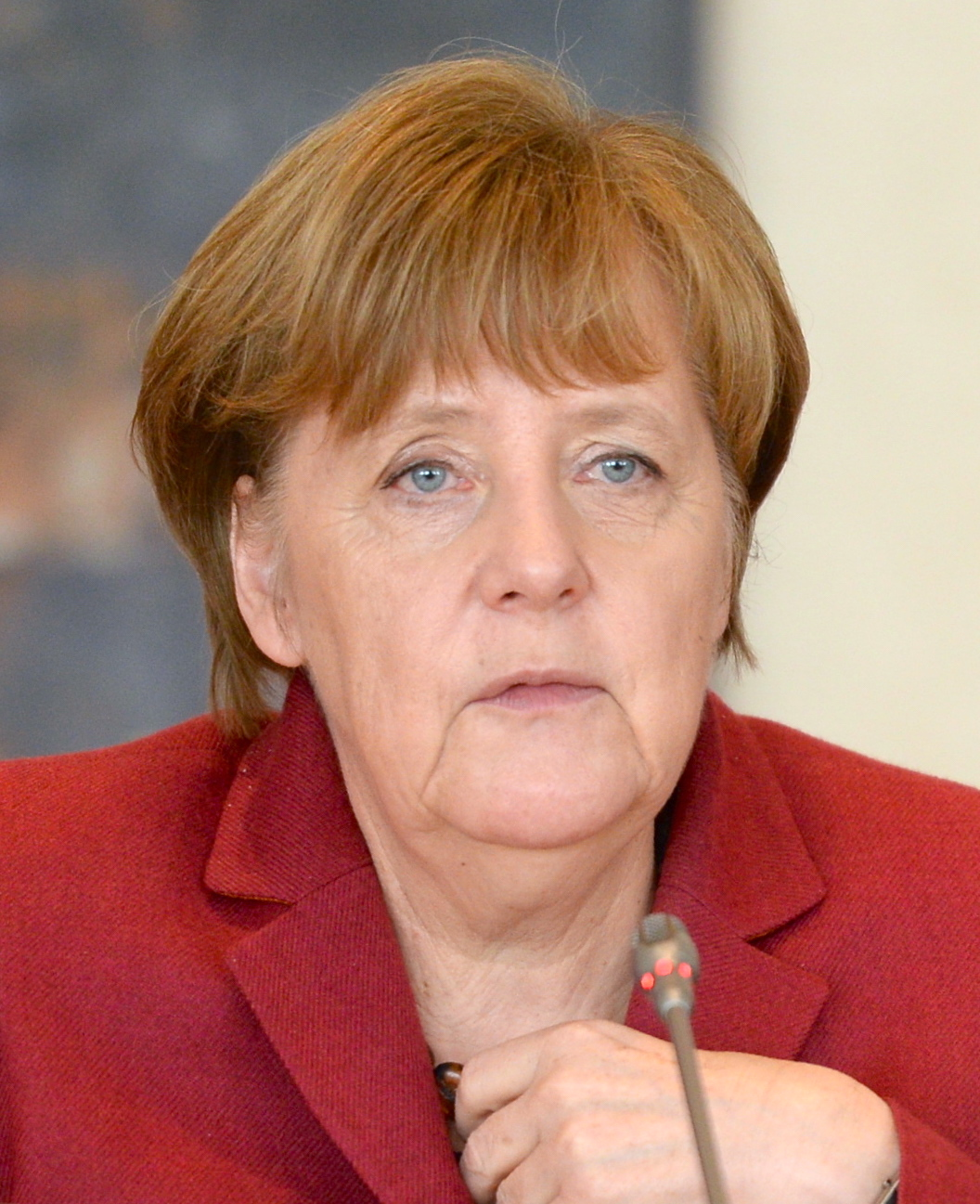
La chancelière Angela Merkel en 2016

La chancelière Angela Merkel et le ministre allemand de la Justice Heiko Maas condamnent les agressions. Merkel parle d’« abominables attaques et agressions sexuelles ».
Maas qualifie ces agressions de « dimension complètement nouvelle du crime organisé ». Merkel demande à la bourgmestre de Cologne Henriette Reker une réponse forte et l’exhorte à faire tout ce qui est possible pour « identifier les coupables rapidement et les punir, peu importe leur origine ou leurs antécédents », et promet des mesures préventives pour un carnaval prévu en février,,.
Les suspects étant pour la plupart marocains et algériens, le ministre allemand de la Justice, Heiko Maas, a proposé d’accélérer l’examen des demandes d’asile émanant de ressortissants marocains et algériens pour les expulser plus rapidement en cas de rejet.

### Réactions internationales
À la suite de ces agressions de masse, le Premier ministre social-démocrate slovaque, Robert Fico, dit avoir réclamé la tenue d’un Conseil européen extraordinaire, pour accélérer le renforcement des frontières européennes. Il réitère son refus de recevoir dans son pays le moindre réfugié musulman.
Le gouvernement polonais de Beata Szydło affirme en réaction aux événements que « les problèmes sont plus graves que ce que les dirigeants européens, de manière imprudente, avaient malheureusement voulu croire ».
Donald Tusk, président du Conseil européen, affirmant n’avoir reçu aucune demande officielle, a déclaré n’avoir pas l’intention de convoquer prochainement un sommet sur ces sujets.
Le président social-démocrate tchèque Miloš Zeman avance pour sa part que « l’intégration de la communauté musulmane est pratiquement impossible », la venue de ces migrants en Europe risquant de « se terminer comme à Cologne ».

### Polémique faisant suite aux propos de l’imam Sami Abu-Yusuf
Invité à s’exprimer dans le cadre d’un reportage que la chaîne russe REN TV consacre aux agressions et diffuse le 17 janvier, Sami Abu-Yusuf, imam de la mosquée salafiste Al Tauhid à Cologne, affirme que « les événements du Nouvel An sont arrivés par la faute des femmes, du fait qu’elles étaient parfumées et à moitié nues ».
Après une enquête d’Express, un journal de Cologne, l’imam a tenu à préciser que ses propos avaient été sortis de leur contexte avant d’être relayés par plusieurs médias : « J’ai dit que nous avions un gros problème avec les Nord-Africains, à Cologne. Les jeunes hommes consomment des médicaments, quand ce n’est pas de la drogue. Le soir du Nouvel An, ils boivent, ce qui a pour effet de les désinhiber. »
À la question de savoir si cela justifiait le fait d’agresser des femmes dans la rue, Sami Abu-Yusuf répond : « Bien évidemment que non. C’est interdit. Les femmes étaient peu habillées et elles avaient mis du parfum. Certains Nord-Africains y ont vu une incitation à les toucher. Mais cela ne signifie pas que les femmes n’ont pas le droit de s’habiller de la sorte. Tout le monde doit accepter cela. Celui qui ne peut s’y résoudre doit partir ailleurs, dans un autre pays. Ça, c’est la vérité. »

## Portée symbolique de ces agressions

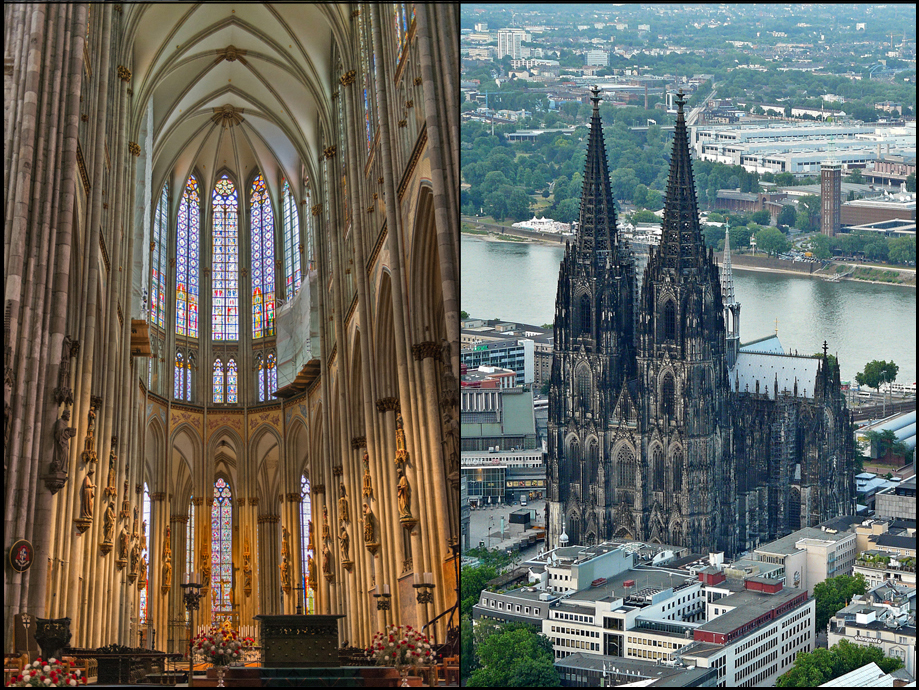
Vues de la cathédrale gothique de Cologne.

Une clé de lecture de l’indignation qui a saisi l’Allemagne après ces vagues d’agressions est la connaissance de la dimension symbolique de Cologne. En effet, cette ville abrite la cathédrale construite il y a six cents ans, monument le plus visité d’Allemagne et l’un des seuls édifices à avoir résisté aux bombardements constants de la Seconde Guerre mondiale, tandis que les gares allemandes bénéficient très généralement d’une grande confiance de la part des habitants.
Par ailleurs, l’Allemagne a eu d’heureuses expériences avec les manifestations de masse telle la Love Parade, les diverses « fan zones » de Berlin mais aussi avec les grandes fêtes populaires organisées dans d’autres capitales régionales, Cologne étant l’une des villes allemandes les plus libérales et cosmopolites et dont la société civile est à la fois diverse et solide. Ces éléments soulignent la faillite symbolique ressentie par les Allemands lors de ces agressions de masse.
Historiquement, l’Allemagne est un pays où les femmes se faisaient rarement agresser dans la rue. Ces crimes ont donc une dimension nouvelle pour la population allemande.
Tout comme Hamed Abdel-Samad, Kamel Daoud dénonce à cette occasion « la misère sexuelle dans le monde arabo-musulman, le rapport malade à la femme. »

## Perception par le public

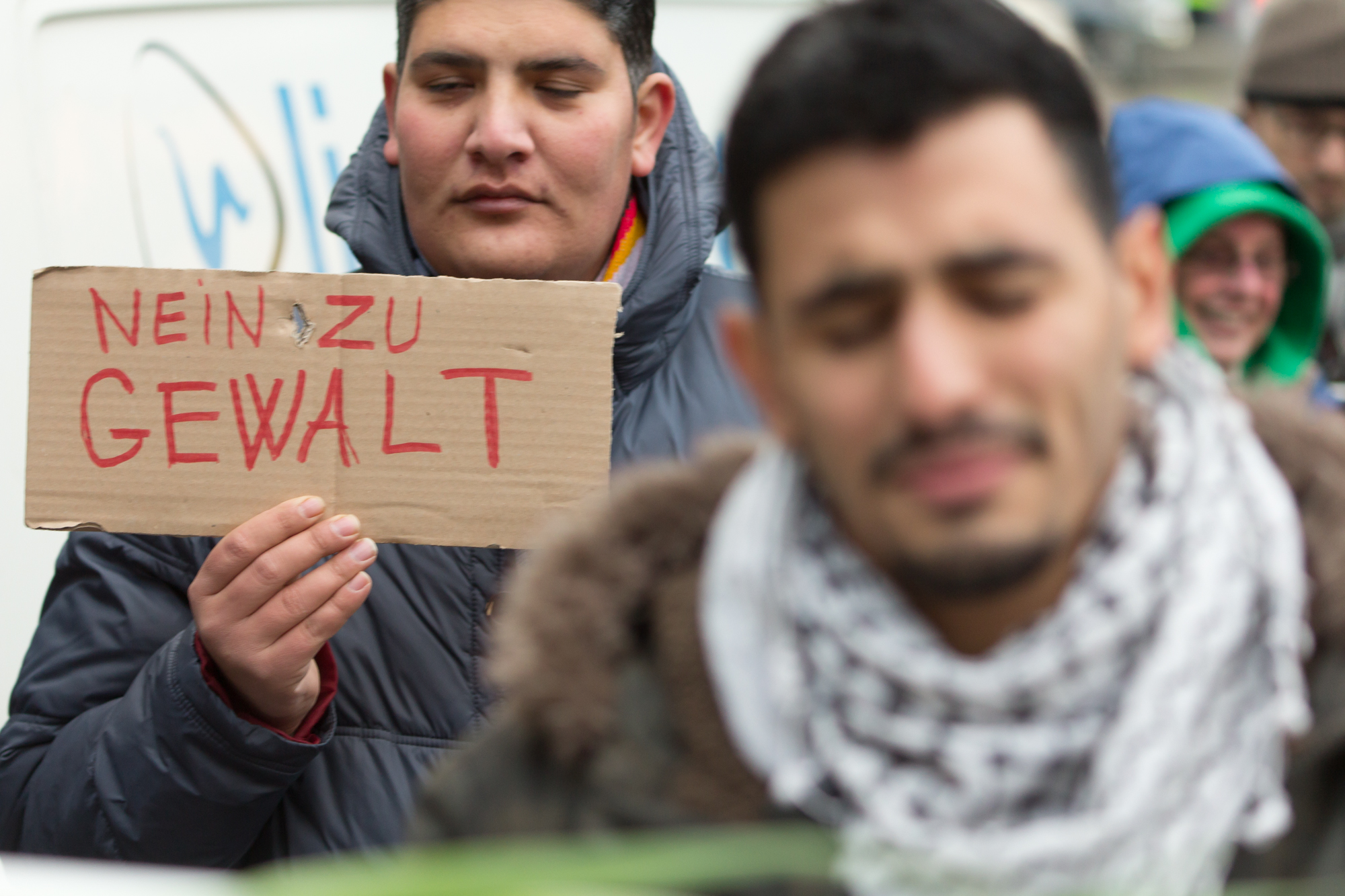
Apparition d’Aeham Ahmad au rassemblement « Syriens contre le sexisme », devant la gare de Cologne, à la suite des événements du Nouvel An (janvier 2016).

Jérôme Fourquet, directeur du département Opinion publique à l’IFOP, analyse un sondage effectué par son organisme : 

« L’enseignement principal, c’est l’impact très fort au sein de la société française des événements de Cologne. Une très large majorité de Français en ont entendu parler (84 % étant un score très élevé pour un événement à l'étranger) et ont été "marqués" par cela (pour 73 % d’entre eux). »

Seulement 17 % des Français considèrent que les médias traitent correctement le sujet.
Pour le magazine The Economist, se basant sur un sondage effectué dans les pays à majorité musulmane, « il y a vraiment un fossé culturel (cultural gulf) entre l’Europe riche, libérale, laïque et certains des pays d’où les migrants récents viennent. » Ainsi, plus de 90 % des Tunisiens et des Marocains pensent que la femme doit toujours obéir à son mari.
Selon un sondage réalisé mi-janvier 2016 en Allemagne, 50 % des personnes interrogées pensent que la politique d’accueil des réfugiés porte la responsabilité des agressions de Cologne et, pour 67 % d’entre elles, que les événements de Cologne montrent l’échec des efforts d’intégration de ces dernières décennies.

## Extension à l’analyse des crimes et délits par des migrants en Allemagne
En 2014, à la suite d’une explosion des crimes et délits à Düsseldorf, l’étude baptisée Casablanca a porté sur la proportion de jeunes migrants tombant dans la criminalité dans les douze mois suivant leur arrivée en Allemagne, et les résultats diffèrent fortement selon leur origine :
- 40 % des jeunes marocains, algériens, bosniaques et monténégrins ;
- 0,5 % des Syriens[108].

## Conséquences politiques
Par-delà les questions précises qui concernent les événements du Nouvel An, apparaît bientôt, du fait d’une très grande majorité de suspects d’origine étrangère (réfugiés ou non), une remise en cause de la politique du gouvernement allemand concernant l’immigration et plus particulièrement la crise migratoire en Europe. Dans The New York Times, Ross Douthat (en), prenant acte des violences, commente : « si vous croyez qu’une vieille société sécularisée, jusqu’ici essentiellement homogène est susceptible d’absorber pacifiquement une migration de cette taille et de cette ampleur de différence culturelle, alors vous avez un avenir brillant comme porte-parole du gouvernement allemand actuel. [...] Vous êtes également un fou ». Tirant des conclusions de ces événements, il enjoint à Angela Merkel de démissionner. The Sunday Times invoque pour sa part la « naïveté » de Merkel, dans le même temps qu’une très grande partie de la presse internationale s’exprime de manière soit sceptique soit critique vis-à-vis de la politique de la chancelière allemande.
En conséquence des événements, l’administration allemande a placé l’Algérie, le Maroc et la Tunisie sur la liste des « pays sûrs » afin d’accélérer l’examen des demandes d’asile et de favoriser les expulsions.